# Côte d'Or (značka)
Côte d'Or je belgická firma zabývající se výrobou čokolád. Společnost je ve vlastnictví americké společnosti Kraft Foods. Côte d'Or vznikla roku 1883 a jejím zakladatelem byl Charles Neuhaus. Výrobní závod společnosti se nachází ve městě Halle poblíž Bruselu.

## Jméno firmy
Jméno společnosti, které jí její zakladatel dal, je odvozeno od francouzského výrazu pro oblast dnešní Ghany, která se v minulosti označovala jako Zlaté Pobřeží - francouzsky Côte d'Or a byla pro továrnu v jejích počátcích zdrojem kvalitního kakaa.

## Znak společnosti
Znakem a symbolem společnosti je slon, který má symbolizovat původ suroviny (kakaa), která se používá při výrobě této čokolády. Dříve bylo užíváno též logo tří pyramid, ale neujalo se.

## Výrobky
Výrobky společnosti Côte d'Or je možno v současnosti koupit ve 20 zemích na 5 kontinentech.